# Rail 21
Rail 21, met als ondertitel Sporen naar een nieuwe eeuw, was een ambitieus toekomstplan van de Nederlandse Spoorwegen dat gepresenteerd werd in juni 1988 en dat enkele jaren de basis van het spoorwegbeleid in Nederland vormde.

## Visie
Rail 21 koppelde een maatschappelijke analyse aan een nieuw dienstregelingsmodel en vervolgens aan uitbreiding van de infrastructuur. Daarmee was Rail 21 integraal van karakter en dat was een belangrijke reden voor haar succes. Opvallend was ook dat Rail 21 voornamelijk betrekking had op het bestaande spoorwegnet, over het algemeen spreken nieuwe spoorlijnen de politiek veel meer aan.

### Maatschappelijke analyse
Rail 21 werd gepresenteerd als alternatief voor de auto. Halverwege de jaren 80 leefde de economie op waardoor de groei van het autoverkeer versnelde terwijl in die periode ook grote aandacht voor het milieu bestond. NS presenteerde de trein als alternatief voor de auto. Door een combinatie van verbetering van het treinproduct en maatregelen om het autoverkeer af te remmen ("flankerend beleid") zou NS een belangrijke bijdrage leveren aan het accommoderen van de voorziene groei van de mobiliteit.
Een tweede punt was het wegvallen van de Europese binnengrenzen. Nederland was sterk voor Europese integratie. NS koppelde dit aan de opkomst van de Hogesnelheidstrein en stelde voor Nederland op te nemen in het hogesnelheidsnet.
Ook niet onbelangrijk was de voortgaande suburbanisatie. Het bebouwde oppervlak is, met name in de Randstad, sinds 1950 in een enorm tempo uitgebreid met als gevolg dat ruimtelijke vervoerspatronen sterk veranderden. Om de ruimtelijke ontwikkeling te kunnen volgen moest NS meer stations openen waardoor treindiensten langzamer werden. Tot dan toe had men een optimum gevonden door intercity's en stoptreinen te laten rijden maar de mogelijkheden om met twee treinsoorten een aantrekkelijke dienstregeling te bieden leken op te raken. NS stelde daarom voor op een drie-treinensysteem over te gaan.
Ten slotte was duidelijk dat de macht van de nationale overheden zou afnemen ten gunste van regionale en Europese overheid. NS was als nationaal spoorwegbedrijf natuurlijk sterk gekoppeld aan de nationale overheid maar door in haar netwerk meer aandacht te geven aan het Europese schaalniveau en het regionale schaalniveau zou ook op de wensen van andere overheden kunnen worden ingespeeld.

### Dienstregelingsmodel
Ontwerper van het dienstregelingsmodel van Rail 21 was ir. Maurits van Witsen, het toenmalig hoofd ontwikkeling en planning van de Nederlandse Spoorwegen, die ook het dienstregelingsmodel voor Spoorslag '70 ontworpen had. Van Witsen zelf stelde dat een dienstregelingsmodel een levensduur heeft van maar een jaar of 15, daarna raakt het achterhaald door maatschappelijke ontwikkelingen. Kern van het dienstregelingsmodel was het drie-treinensysteem. Het Nederlandse spoorwegsysteem zou uit drie elkaar aanvullende netwerken gaan bestaan:

#### Het Eurocity-/Intercitynet
Dit netwerk zou Nederland aansluiten op het Europese hogesnelheidsnet, Het EC/IC-net zou drie functies gaan vervullen:
1. het zeer snel verbinden van de 5 Randstadsteden onderling,
2. het zeer snel verbinden van de Randstadcentra met Groningen, Twente, Zuidoost-Gelderland, de grote Brabantse steden en Zuid-Limburg. Om dit mogelijk te maken zou op bestaande spoorlijnen de maximumsnelheid verhoogd worden naar 160 tot 200 km/h waar dat kan over bestaand spoor. Ook werden twee nieuwe hogesnelheidslijnen voorgesteld: de Zuiderzeelijn van Lelystad naar Groningen en de HSL-Zuid van Schiphol naar de Belgische grens.
3. het snel verbinden van de Europese grote steden onderling

Nederland zou 6 IC/EC-verbindingen krijgen:
- Groningen, Heerenveen, Lelystad-Centrum, Amsterdam CS, Schiphol, Den Haag HS, Rotterdam CS, Antwerpen, Brussel-Centraal, Brussel-Zuid. Na Brussel het ene uur naar Lille-Europe, Ashford, London Waterloo International en het andere uur naar Parijs.
- Amsterdam CS, Schiphol, Den Haag HS, Rotterdam CS, Breda, Tilburg, Eindhoven, Venlo, Mönchengladbach Hbf, Köln Hbf, met aansluiting op IC/EC-verbinding naar Frankfurt.
- Schiphol, Amsterdam CS, Utrecht CS, Eindhoven, Sittard, Maastricht, Liège Guillemins. Overstapmogelijkheden op IC/EC-verbinding A met Aachen Hbf, Brussel, Londen en Parijs.
- Schiphol, Amsterdam CS, Utrecht CS, Arnhem, Duisburg, Düsseldorf, Köln Hbf.
- Den Haag CS, Utrecht CS, Arnhem, Zutphen, Hengelo, Osnabrück, Hannover.
- Rotterdam CS, Utrecht CS, Zwolle, Assen, Groningen

Deutsche Bahn zou voor de IC/EC-verbinding A zorgen:
- Hamburg, Bremen, Osnabrück, Münster, Dortmund, Essen, Duisburg, Düsseldorf, Köln, Aachen, Liège Guillemins, Brussel, en aansluitend het ene uur door naar London en het andere uur door naar Parijs in combinatie met verbinding B uit Nederland.

#### Het Interregio-Snelnet
Het Intercitynet van Spoorslag '70 was in de loop van de jaren steeds langzamer geworden door toevoeging van nieuwe stations. De snelheid op de langere afstand moest terugkomen door het nieuwe Eurocity-/Intercitynet. Op de middellange afstand zou een Interregio-Snelnet de opvolger van het oude Intercitynet zijn. Dit netwerk zou ook op stations stoppen als Hilversum, Gouda en Rotterdam Alexander, die door de nieuwe Intercity voorbij gereden zou worden. Net als de oude Intercity zou de nieuwe Interregio een goed onderling verknoopt netwerk worden. Er zou met snelheden tussen de 140 en 160 km/h gereden gaan worden. De Interregio-treinen zouden tweemaal per uur gaan rijden, waarbij gestreefd werd naar rechtstreekse verbindingen op uurbasis. Het eerste half uur zouden de verbindingen van de InterRegio's er dan als volgt uitzien:
- Den Helder, Schagen, Alkmaar, Heiloo, Castricum, Zaandam, Amsterdam-Sloterdijk, Amsterdam CS, Almere CS, Lelystad-Centrum, Emmeloord, Heerenveen, Drachten, Groningen
- Schagen, Alkmaar, Heiloo, Castricum, Zaandam, Amsterdam-Sloterdijk, Amsterdam CS, Amsterdam-Amstel, Duivendrecht, Amsterdam-Bijlmer, Woerden, Gouda, Rotterdam-Alexander, Rotterdam CS
- Hoorn, Alkmaar, Heiloo, Castricum, Beverwijk, Haarlem, Heemstede-Aerdenhout, Leiden, Den Haag Laan van NOI, Den Haag CS
- Enkhuizen, Hoorn, Zaandam, Amsterdam-Sloterdijk, Amsterdam CS
- Zandvoort, Overveen, Haarlem, Amsterdam-Sloterdijk, Amsterdam CS, Amsterdam-Amstel, Duivendrecht, Amsterdam-Bijlmer, Utrecht CS, Driebergen-Zeist, Maarn, Veenendaal-De Klomp, Ede-Wageningen, Arnhem, Nijmegen
- Den Haag CS, Den Haag Laan van NOI, Leiden, Hoofddorp, Schiphol, Amsterdam-Lelylaan, Amsterdam-Sloterdijk, Amsterdam CS, Hilversum, Amersfoort, Apeldoorn, Deventer, Almelo, Hengelo, Enschede.
- Den Haag CS, Voorburg, Zoetermeer, Gouda, Woerden, Utrecht CS, Amersfoort, Harderwijk, Zwolle, deel door naar Meppel, Steenwijk, Heerenveen, Leeuwarden en een andere deel door naar Meppel, Hoogeveen, Assen, Groningen.
- Den Haag CS, Den Haag HS, Delft, Rotterdam CS, Rotterdam-Blaak, Dordrecht, Breda, Tilburg, Eindhoven, Weert, Roermond, Sittard, Geleen-Oost, Heerlen.
- Rotterdam CS, Rotterdam-Alexander, Gouda, Utrecht CS,
- Vlissingen, Vlissingen-Souburg, Middelburg, Goes, Kruiningen-Yerseke, Bergen op Zoom, Roosendaal, Breda, Tilburg, 's-Hertogenbosch, Utrecht CS.
- Eindhoven, 's-Hertogenbosch, Oss, Nijmegen, Arnhem, Dieren, Zutphen, Deventer, Zwolle.
- Leeuwarden, Hurdegaryp, Zwaagwesteinde, Zuidhorn, Groningen.

Op de knooppuntstations zouden de Interregio's zo veel mogelijk aansluiting op elkaar geven. In het tweede halfuurpatroon zouden de treindiensten een andere uitloop hebben, maar op de hoofdassen zou dan een 30-minutendienst zijn ontstaan. In het tweede half uur zouden dan de volgende treindiensten gaan rijden:
- Den Helder, Schagen, Alkmaar, Heiloo, Castricum, Zaandam, Amsterdam-Sloterdijk, Amsterdam CS, Almere CS, Lelystad-Centrum met mogelijke aansluiting op IC naar Groningen
- Schagen, Alkmaar, Heiloo, Castricum, Zaandam, Amsterdam-Sloterdijk, Amsterdam CS, Amsterdam-Amstel, Duivendrecht, Amsterdam-Bijlmer, Woerden, Gouda, Zoetermeer, Voorburg, Den Haag CS
- Hoorn, Alkmaar, Heiloo, Castricum, Beverwijk, Haarlem, Heemstede-Aerdenhout, Leiden, Den Haag Laan van NOI, Den Haag CS
- Enkhuizen, Hoorn, Zaandam, Amsterdam-Sloterdijk, Amsterdam CS
- Zandvoort, Overveen, Haarlem, Amsterdam-Sloterdijk, Amsterdam CS, Amsterdam-Amstel, Duivendrecht, Amsterdam-Bijlmer, Utrecht CS, 's-Hertogenbosch, Eindhoven, Weert, Roermond, Sittard, Geleen-Oost, Heerlen
- Den Haag CS, Den Haag Laan van NOI, Leiden, Hoofddorp, Schiphol, Amsterdam-Lelylaan, Amsterdam, Sloterdijk, Amsterdam CS, Hilversum, Amersfoort, Harderwijk, Zwolle, Ommen, Hardenberg, Coevorden, Emmen.
- Den Haag CS, Voorburg, Zoetermeer, Gouda, Woerden, Utrecht CS.
- Den Haag CS, Den Haag HS, Delft, Rotterdam CS, Rotterdam-Blaak, Dordrecht, Roosendaal, Bergen op Zoom, Kruiningen-Yerseke, Goes, Middelburg, Vlissingen-Souburg, Vlissingen.
- Rotterdam CS, Rotterdam-Alexander, Gouda, Utrecht CS, Amersfoort, Apeldoorn, Deventer, Almelo, Hengelo, Enschede
- Oostende, Brugge, Gent-Sint Pieter, Sint Niklaas, Antwerpen-Berchem, Antwerpen-Centraal, Roosendaal, Breda, Tilburg, 's-Hertogenbosch, Oss, Nijmegen, Arnhem.
- Maastricht, Sittard, Roermond, Venlo, Venray, Cuijk, Nijmegen, Arnhem, Dieren, Zutphen, Deventer, Zwolle. Vervolgens een deel voor Meppel, Steenwijk, Heerenveen, Leeuwarden en een deel voor Meppel, Hoogeveen, Assen, Groningen
- Leiden, Bodegraven, Woerden, Utrecht CS, Driebergen-Zeist, Maarn, Veenendaal-De Klomp, Ede-Wageningen, Arnhem.

#### Het Agglo/Regionet
Ten slotte moest er een opvolger voor de stoptrein komen. Belangrijk was een goed aanbod te hebben voor het drukke stadsgewestelijk vervoer in de Randstad. Van Witsen onderzocht verschillende modellen voor vervoer op de korte afstand.
Zijn ideaal was een versmelting van tram- metro- en spoorwegtechnieken om de optimale verbindingen te kunnen bieden. Al ten tijde van Spoorslag '70 stelde hij een "RandstadRail" voor. Maar binnen NS kon een dergelijke versmelting van techniek op minder sympathie rekenen.
In Rail 21 werd het relatief spoorse "Agglo/Regiomodel" opgenomen. De Agglo/Regiotreinen zouden met snelheden tussen de 120 en 140 km/h op de meeste trajecten minstens 2× per uur gaan rijden. Daarbij zouden ze op alle stations langs de route stoppen en op de knooppunten zo veel mogelijk aansluiting geven op de IC- en IR-treinen.
In grote en belangrijke middelgrote plaatsen waar spoorlijnen ontbreken wilde de NS regionale busdiensten opzetten in samenwerking met de andere overheidsdochter VSN (Vereenigd Streekvervoer Nederland) die al gauw aan de slag ging met het Interlinerproject. Naast dat NS zelf met Agglo/Regiotreinen wilde gaan rijden wilde NS ook de stads- en streekvervoerbedrijven de lokale verbindingen laten rijden. Treinen zouden beginnen en eindigen in voorstadstations.
Enkele rechtstreekse verbindingen vanuit Amsterdam zijn:
- 2× per uur naar Utrecht, Veenendaal, Rhenen.
- 2× per uur naar Hilversum, Amersfoort
- 2× per uur naar Almere-Buiten.
- 2× per uur naar Hoorn.
- 2× per uur naar Alkmaar.
- 2× per uur naar Haarlem.
- 2× per uur naar Haarlem, Leiden, Den Haag, Rotterdam, Breda.

Enkele rechtstreekse verbindingen vanuit Utrecht zijn:
- 2× per uur naar Amsterdam, Alkmaar.
- 2× per uur naar Hilversum, Duivendrecht, Schiphol, Hoofddorp.
- 2× per uur naar Hilversum, Almere, Lelystad.
- 2× per uur naar Baarn.
- 2× per uur naar Amersfoort, Harderwijk, Zwolle.
- 2× per uur naar Veenendaal, Rhenen.
- 1× per uur naar Geldermalsen, Tiel, Arnhem, Arnhem-Velperpoort.
- 1× per uur naar Geldermalsen, Tiel, Nijmegen, Cuijk.
- 2× per uur naar Woerden, Alphen aan den Rijn, Leiden
- 2× per uur naar Woerden, Gouda, Den Haag.
- 2× per uur naar Woerden, Gouda, Rotterdam.
- 2× per uur naar Geldermalsen, 's-Hertogenbosch, Eindhoven, Venlo.

Enkele rechtstreekse verbindingen vanuit Arnhem zijn:
- 2× per uur naar Dieren, Zutphen, Apeldoorn.
- 2× per uur naar Doetinchem, Winterswijk.
- 2× per uur naar Ede-Wageningen, Barneveld, Amersfoort.
- 1× per uur naar Elst, Tiel, Geldermalsen, Utrecht CS, Woerden, Alphen aan den Rijn, Leiden.
- 2× per uur naar Elst, Nijmegen, Oss, 's-Hertogenbosch.

Enkele rechtstreekse verbindingen vanuit Eindhoven:
- 2× per uur naar Weert.
- 2× per uur naar Venlo.
- 2× per uur naar 's-Hertogenbosch, Utrecht.
- 2× per uur naar Tilburg, Breda, Roosendaal.

Enkele rechtstreekse verbindingen vanuit Groningen:
- 1× per uur naar Leeuwarden.
- 1× per uur naar Delfzijl.
- 1× per uur naar Roodeschool.
- 2× per uur naar Winschoten (waarvan 1× per uur door naar Nieuweschans).

Enkele rechtstreekse verbindingen vanuit Schiphol:
- 2× per uur naar Leiden, Den Haag, Rotterdam, Gouda.
- 2× per uur naar Amsterdam-Zuid WTC, Almere, Almere-Buiten.
- 2× per uur naar Amsterdam CS.
- 2× per uur naar Hilversum, Utrecht CS.

Vergeleken met het toentertijd bestaande Spoorslag 70-model ontstonden er vreemde treindiensten door de nieuwe opzet van de Agglo-Regiotreinen. Op sommige trajecten zoals in Zeeland, Zuid-Limburg, op de Maaslijn, en regio Twente zouden mogelijk Agglo/Regiotreinen gaan rijden van NS maar ook mogelijk door de streekvervoerbedrijven, een ontwikkeling die inmiddels al ver gevorderd is.
Gebaseerd op de hierboven rechtstreekse verbindingen zouden de volgende AR-diensten ontstaan kunnen zijn:
- van Groningen naar Leeuwarden.
- van Groningen naar Delfzijl.
- van Groningen naar Roodeschool.
- van Groningen naar Winschoten, Nieuweschans.
- van Groningen naar Zwolle via Assen, Hoogeveen en Meppel.
- van Alkmaar naar Rhenen via Amsterdam CS, Utrecht CS, Driebergen-Zeist en Veenendaal.
- van Rotterdam CS naar Almere-Buiten via Den Haag HS, Leiden, Schiphol, Amsterdam-Zuid.
- van Amsterdam CS naar Enkhuizen via Zaandam, Hoorn.
- van Rotterdam CS/Den Haag CS naar Lelystad via Gouda, Utrecht, Hilversum.
- van Utrecht CS naar Zwolle via Amersfoort.
- van Utrecht CS naar Baarn.
- van Utrecht CS naar Venlo via Geldermalsen, 's-Hertogenbosch en Eindhoven.
- van Leiden naar Arnhem Velperpoort via Bodegraven, Woerden, Utrecht, Geldermalsen, Tiel.
- van Leiden naar Cuijk via Bodegraven, Woerden, Utrecht, Geldermalsen, Tiel, Nijmegen.
- van Maassluis naar Rotterdam CS met mogelijke aansluiting naar Roosendaal of Geldermalsen.
- van Hoek van Holland naar Rotterdam CS met mogelijke aansluiting naar Geldermalsen of Roosendaal.
- van Roosendaal naar Rotterdam met mogelijke aansluiting naar Maassluis.
- van Geldermalsen naar Rotterdam CS met mogelijke aansluiting naar Maassluis.
- van Roosendaal naar Weert via Breda, Tilburg, Eindhoven.

Het drietreinenmodel zoals hierboven beschreven, is er nooit gekomen. Wel zijn de benamingen AR en IR nog terug te vinden in de treintypes DD-AR (Dubbeldeks-AggloRegio) en IRM (InterRegiomaterieel).

### Bestelling nieuw materieel en revisie en buitendienststelling huidige materieel

#### IC/EC-Net
Om de dienstregeling te kunnen rijden had NS nieuw materieel nodig. Als eerste had NS voor de uitvoering van het nieuwe IC/EC-netwerk HSL-treinen nodig. Er kwam een samenwerkingsverband tot stand met de NMBS (België), DB (Duitsland), SNCF (Frankrijk) en British Rail/BR (Verenigd Koninkrijk) waarbij met zo veel mogelijk gelijkwaardig materieel gereden zou worden. Voor het treinverkeer tussen Nederland en België met Frankrijk en tussen Duitsland en Frankrijk via België komt men tot een gezamenlijke bestelling van HSL-materieel gebaseerd op de binnenlandse TGV PBA-treinstellen van de SNCF. Deze treinstellen moesten zowel op Nederlandse, Belgische, Duitse en Frans stroomspanning kunnen rijden. Theoretisch zou het ook mogelijk kunnen zijn om een ICE-treinstel in te kunnen zetten, maar men besloot tot deze samenwerking waaruit eindelijk de Thalys is ontstaan. Voor het treinverkeer tussen België en het Verenigd Koninkrijk moesten de treinen ook geschikt zijn om over Engels spoor te kunnen rijden. De spoorlijnen in Zuid Engeland zijn voorzien van een derde middenrail voor stroomtoevoer in plaats van bovenleiding. En zijn deze treinstellen iets smaller vanwege het Britse profiel. Nederland was er nog niet klaar voor en de SNCF, NMBS en BR startten de Eurostar op. Voor de IC/EC-diensten tussen Schiphol, Amsterdam naar Liège-Guillemins via Utrecht, Eindhoven, Sittard en Maastricht, de IC-diensten, Groningen, Utrecht naar Rotterdam en alle IC/EC-diensten die Nederland verbindt met Duitsland besloot de NS treinstellen te bestellen bij Siemens die gelijk waren aan de ICE-stellen van de DB om dan samen met DB deze diensten te kunnen rijden waarbij het ook mogelijk is bij calamiteiten een Thalysstel in te kunnen zetten.

#### IR-Snelnet
Voor het IR-snelnet beschikt de NS alleen over de ICM3 en ICM4 beter bekend als de Koploperstellen. Deze treinstellen zijn de enige treinstellen in Nederland die 160 km/h kunnen rijden, die nu hoofdzakelijk worden ingezet op de Intercityvleugeltreinen van Den Haag en Rotterdam naar Groningen en Leeuwarden en naar Deventer en Enschede. Daarnaast de getrokken ICR-rijtuigen die hoofdzakelijk worden ingezet van Haarlem via Utrecht naar de provincie Limburg en vanuit Den Haag CS in de richting Brabant en Noord-Limburg met bestemming Venlo en voorheen ook door naar Köln-Deutz via Vierssen en Mönchengladbach, maar dat kon dan alleen in combinatie met een locomotief van de serie 1600 en de ICR-Beneluxrijtuigen in combinatie met NMBS-loc van de Reeks 1100. De ICM-stellen en ICR kregen een revisie en een complete interieurvernieuwing. Om het complete IR-netwerk te kunnen uitvoeren moest er materieel bij komen. NS koos er vanwege zitplaatscapaciteit om dubbeldekkertreinstellen aan te schaffen. Om het IR-snelnet te kunnen rijden moet deze geschikt zijn om ook net als de ICR-rijtuigen met 1600-loc en de ICM stellen 160 km/h te kunnen rijden moest de catering in de trein ook op de bovenverdieping reizigers van drank en versnaperingen kunnen voorzien door middel van een lift. De bestelling bij Talbot in het Duitse Aken volgde en dit leidde tot de instroom van de IRM-stellen die al snel de bijnaam Regiorunner kreeg. Het treinstel is overal in het land wel te zien. Voornamelijk op het traject Nijmegen, Arnhem naar Utrecht, Amsterdam en Den Helder is deze veel aan te treffen en ook op vele sneltreinen.

#### Agglo-Regionet
Voor het Agglo-Regionetwerk beschikte NS nog wel over oude treinstellen. Weliswaar gemoderniseerd, van nieuw interieur voorzien en met grote revisies op het spoor gehouden vanwege het tijdelijke materieeltekort, dat zich rond 1987 afspeelde tot begin jaren 90, voldeden ze niet aan de norm om straks in het AR-netwerk deel te nemen. De enige treinstellen die dat nog wel zouden kunnen waren de SGM-stellen, beter bekend als de Sprinter. In het hele land reden nog de oude stellen Mat '64 Plan V en Plan T, die voornamelijk stoptreindiensten voor hun rekening namen. Deze waren ook op sommige sneltreindiensten te zien en een enkele keer op het Intercitynet. Er moest een opvolger komen die de oude Mat '64-stellen zou moeten vervangen. Ook moesten de stellen een ruime zitplaatscapaciteit bieden. Op proef bestelde de NS bij Talbot in Aken een 9-tal nieuwe treinstellen, waarbij het mogelijk moet zijn om met 5 personen op rij te zitten (3 personen op rij opgevolgd door gangpad, daarnaast 2 op een rij). Uiteindelijk kwamen de SM'90-stellen op de baan en kregen de bijnaam Railhoppers. Ze werden allemaal ingezet op de stop- en sneltreindiensten van Zwolle naar Emmen. Ook was er de instroom van de nieuwe dubbeldekkertreinen DDM en DDM1, getrokken en geduwd, in combinatie met de lokserie 1600. Deze werden voornamelijk ingezet op de drukke trajecten en in de spits. De norm was maximaal 8 bakken met een stuurstandwagen die in de geduwde stand de 1600 achter op de trein kon aansturen, net als bij de Beneluxtrein van Amsterdam naar Brussel. Met de Railhoppers had NS geen goede ervaring maar met de dubbeldekkerrijtuigen wel. NS besloot tot bestelling van een nieuwe vloot dubbeldekkerrijtuigen die zij voornamelijk wil gaan inzetten op de vele Agglo-Regioverbindingen. De DD-AR-rijtuigen verschillen wel iets met de DDM-broertjes. De DD-AR zouden gecombineerd worden tot kleine vaste stammetjes die een treinstel moeten vormen en worden voort getrokken en geduwd door een nieuwe locomotief serie 1700 die bijna gelijk was aan de locomotieven van de serie 1600. Deze locomotieven kregen een extra speciale koppeling waarbij het mogelijk werd de kleine treinstammetjes te combineren en te splitsen van vleugeltreinen. Een groot succes ten opzichte van de SM'90-stellen die veel storingen hadden en het was duidelijk dat de voorkeur uitging naar de DD-AR dan de SM'90 en er geen vervolgserie kwam om de Mat'64 V- en T-stellen te vervangen. Wel bestelde NS een nieuw type dieseltreinstel voor de niet geëlektrificeerde baanvakken, de DM'90-stellen, beter bekend als de Buffels. En werd er voor de DD-AR-stammetjes zelf een motorwagen ontwikkeld waarbij de trek- en duwkracht van de 1700-serie niet meer nodig is en deze voor het goederenvervoer gebruikt kan worden zodat de oude 1100-, 1200- en 1300-locs afgevoerd kunnen worden. Enkele Mat'64-stellen zouden een leeftijdsverlenging krijgen. De SGM-sprinterstellen kregen een modernisering en vernieuwing van het interieur. Hiermee zou het wagenpark dan compleet moeten zijn om de AR-diensten te kunnen uitvoeren.
De van de NMBS gehuurde M2-rijtuigen en van de DB geleende IC-K gingen retour. Als eerste gingen in hoog tempo, bij instroom van de DD-AR- en VIRM-stellen, de oude Hondekoptreinstellen Mat'54 en de locomotieven serie 1100, 1200 en 1300 naar de sloop. Dan zou ook de afvoer van de Mat'64 niet lang meer op zich wachten. Tenminste, dat waren de plannen die niet zijn uitgevoerd.

### Uitbreidingen infrastructuur

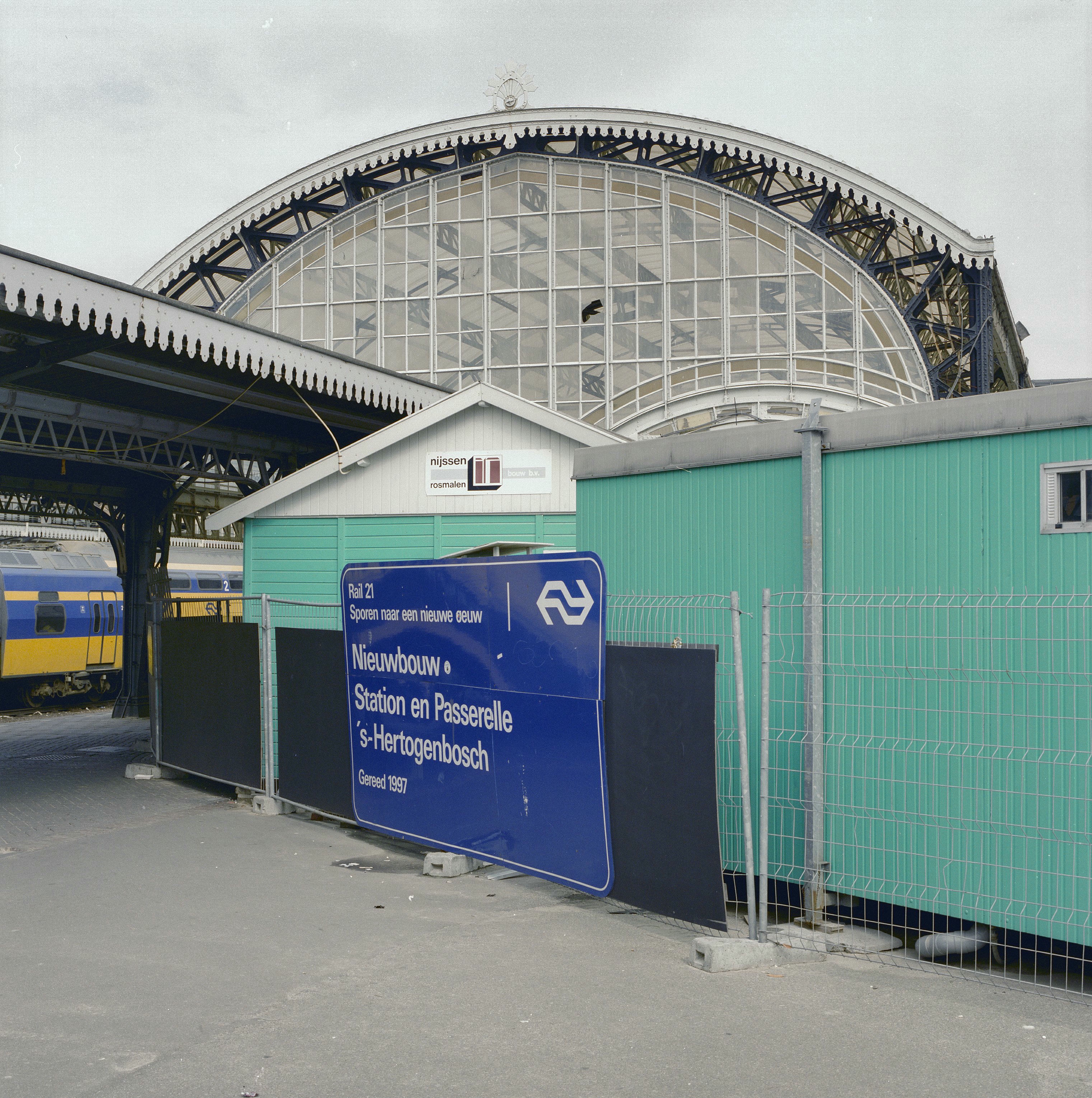
Mededelingenbord met aankondiging werkzaamheden geschaard onder het project Rail 21 - Sporen naar een nieuwe eeuw

Om het nieuwe dienstregelingsmodel te kunnen rijden zou nieuwe infrastructuur moeten worden aangelegd. De maatregelen bestonden uit:
- Twee nieuwe spoorlijnen: Zuiderzeelijn en HSL-Zuid
- Het uitbreiden van twee naar vier sporen van de drukste baanvakken
- Het uitbreiden naar dubbelspoor van een aantal enkelsporige baanvakken
- Het aanleggen van een groot aantal fly-overs

Geschat werd dat dit voor een bedrag van 9 à 10 miljard gulden uitgevoerd zou kunnen worden. Deze raming was ook politiek ingegeven, de verwachting was dat een bedrag onder de 10 miljard gulden nog net acceptabel zou zijn.
Maar om te voorkomen dat reizigers en goederenvervoer elkaar in de weg gaan zitten is er ook een plan opgezet voor het goederen vervoer in het concept Rail 21-Cargo. Naast de uitvoering van de geplande nieuwe infrastructuur ( zie Lijst van Rail 21 projecten ) kwam daar apart nog extra infrastructuur bij dat opgesplitst zou worden in 3 fases:
Fase 1 : Aanpassing Brabantroute (Kijfhoek - Venlo) en Aanpassing havenspoorlijn Maasvlakte
Gereed: rond 1995
Kosten 1e fase: Circa 1 miljard gulden.
- Inrichten voor zware aslasten van Kijfhoek, Breda, Tilburg, Boxtel, Eindhoven naar Venlo.
- Derde spoor Breda.
- Derde spoor tussen 's-Hertogenbosch en Vught.
- Spoorverdubbeling en elektrificatie Maasvlakte naar de Kijfhoek.

Fase 2 : Aanleg Betuweroute van de Kijfhoek naar Geldermalsen, Elst.
Gereed: Rond 2000
Kosten 2e fase: Circa 2 tot 2,5 miljard gulden
- Nieuwe lijn van Kijfhoek naar Sliedrecht.
- Uitbouw bestaande Betuwelijn of nieuwe sporen.
- aansluiting naar de grens via Zevenaar en Emmerik.
- Nieuw rangeerterrein langs de oostelijke Betuweroute.
- Verbindingsboog bij Amsterdam van de Zuidtak naar de Westtak.
- Aanleg Hemboog van de Westtak naar de Hemtunnel.

Fase 3: aansluitingen op de overige kruisende spoorlijnen om aan en doorvoer voor andere delen van het land via de Betuwelijn mogelijk te maken
Gereed: rond 2010 - 2015
Kosten: Circa 2 miljard gulden.
- Nieuwe lijn van Gorinchem naar Harmelen, aansluiten op de lijn naar Breukelen
- Nieuwe lijn van Breukelen naar Amsterdamse Westhavens via Mijdrecht en Schiphol.
- Verbindingsboog Zevenaar naar Dieren
- Verbindingsboog bij Zwolle
- Naast de spoorverdubbeling en elektrificatie Nijmegen-Venlo-Roermond voor reizigersvervoer traject geschikt maken voor zware aslast van 22,5 ton en geschikt maken voor een maximumsnelheid van 160 km/h.

## Het plan wordt aangenomen
Rail 21 werd met veel enthousiasme ontvangen. Het Ministerie van V&W onder leiding van Minister Neelie Smit-Kroes heeft het plan integraal overgenomen in het Tweede Structuurschema voor Verkeer en Vervoer (SVV-2) dat door de Tweede Kamer tijdens het één-na-laatste kabinet Lubbers werd goedgekeurd. Het aannemen van Rail 21 viel samen met de viering van het 150-jarig jubileum van de spoorwegen in 1989. NS verkeerde in een euforiestemming. Het jubileum werd groots gevierd en de plannen werden vol enthousiasme uitgewerkt.

## Tegenvallers
Maar in de jaren die volgden begonnen tegenvallers zich op te stapelen. Voor de beoogde dienstregeling bleek telkens weer meer infrastructuur nodig te zijn terwijl de infrastructuur duurder uitpakte dan voorzien. Veel kostenoverschrijdingen bij de infrastructuur werden veroorzaakt doordat veel duurdere inpassingsmaatregelen werden geëist dan voorzien. Zowel binnen als buiten het bedrijf was door de euforie van 1989 een sfeer ontstaan dat de bomen tot in de hemel groeiden en dus ging iedereen meer vragen.
Rail 21 zorgde ervoor dat NS vooral met zichzelf bezig was maar ondertussen ging de buitenwereld verder. De analyse dat de macht van de nationale overheid afnam ten gunste van regionale en Europese overheid was zeker terecht. Toch liet NS zich volkomen verrassen door Richtlijn 91/440 van de Europese Gemeenschap, die tot verzelfstandiging en splitsing van NS zou leiden. In de verwarring die vervolgens ontstond is Rail 21 steeds meer op de achtergrond geraakt. Het plan werd binnen NS in 1997 met een interne brief afgesloten. Door de verzelfstandiging van NS werd de taakorganisatie Railned en daarmee de Rijksoverheid verantwoordelijk voor het investeringsbeleid van de railinfrastructuur. Dit leidde tot het Tweede Tactische Pakket Railinfrastructuur, wat slechts gedeeltelijk gerealiseerd is. Gaandeweg verschoof de aandacht naar de megaprojecten (HSL-Zuid, HSL-Oost en Betuweroute) en lightrail. Het Derde Tactische Pakket Railinfrastructuur is er nooit meer gekomen.

## Verdere ontwikkelingen
Bij Rail 21 werd voor de uitbreiding van de spoorwegcapaciteit aanvankelijk geheel ingezet op uitbreiding van de infrastructuur. Zozeer dat in de ogen van sommigen infrauitbreiding een doel op zich leek te worden en gekscherend over Beton 21 gesproken werd. Geleidelijk kwam aandacht voor andere aspecten en werd de mogelijkheid onderzocht de spoorwegcapaciteit te vergroten door de beveiliging en beheersing te moderniseren. Deze ontwikkeling is opgepakt in het project Beter Benutten 21 (BB21).
In 1989 was er één staatsbedrijf dat een integraal plan aan één relatief machtige nationale overheid kon voorleggen. Sinds Rail 21 zijn de verhoudingen in de spoorsector onherkenbaar veranderd. De makers van Rail 21 hebben deze ontwikkelingen aan zien komen maar zijn toch niet in staat geweest er adequaat op te reageren.